# Ernest Monis

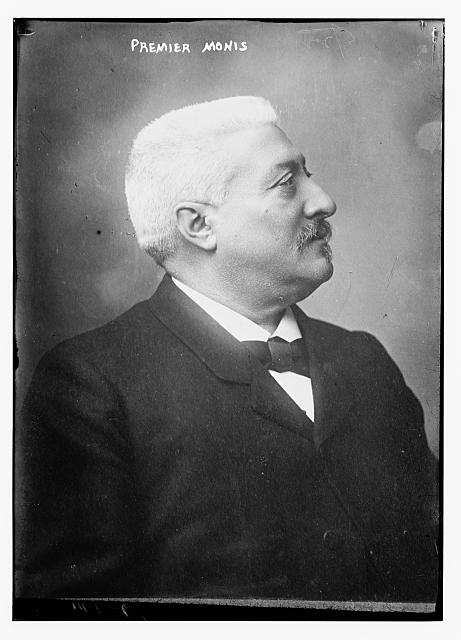
Ernest Monis

(Antoine Emmanuel) Ernest Monis (Châteauneuf-sur-Charente, 23 mei 1846 - Mondouzil, 25 mei 1929) was een Frans politicus.

## Biografie
Ernest Monis werd op 23 mei 1846 geboren in Châteauneuf-sur-Charente, departement Charente. Tijdens de Derde Franse Republiek was hij een vooraanstaand politicus. Van 1885 tot 1889 vertegenwoordigde hij het departement Gironde in de Kamer van Afgevaardigden (Chambre des Députés). Van 1891 tot 1920 vertegenwoordigde hij het departement Gironde in de Senaat (Sénat). Van 1907 tot 1919 was hij president van de Generale Raad (Président du Conseil Général) van Gironde.
Ernest Monis was meerdere malen minister: van 22 juni 1899 tot 7 juni 1902 was hij minister van Justitie in het kabinet-Waldeck-Rousseau en van 9 december 1913 tot 20 maart 1914 was hij minister van Marine in het kabinet-Doumergue I.

## Premier
Ernest Mounis was van 2 maart tot 27 juni 1911 voor korte tijd premier van Frankrijk (Président du Conseil), minister van Binnenlandse Zaken en minister van Kerkelijke Zaken. Op 21 mei 1911 bezocht hij het vliegveld van Issy-les-Moulineaux. Daar werd de start gegeven van de vliegrace Parijs-Madrid. Een vliegtuig stortte neer na de start; hierbij werd Monis zwaar gewond en werd minister van Oorlog Maurice Berteaux op slag gedood.
Monis overleed op 83-jarige leeftijd, op 25 mei 1929 te Mondouzil, departement Haute-Garonne.